# Domhof Ratzeburg

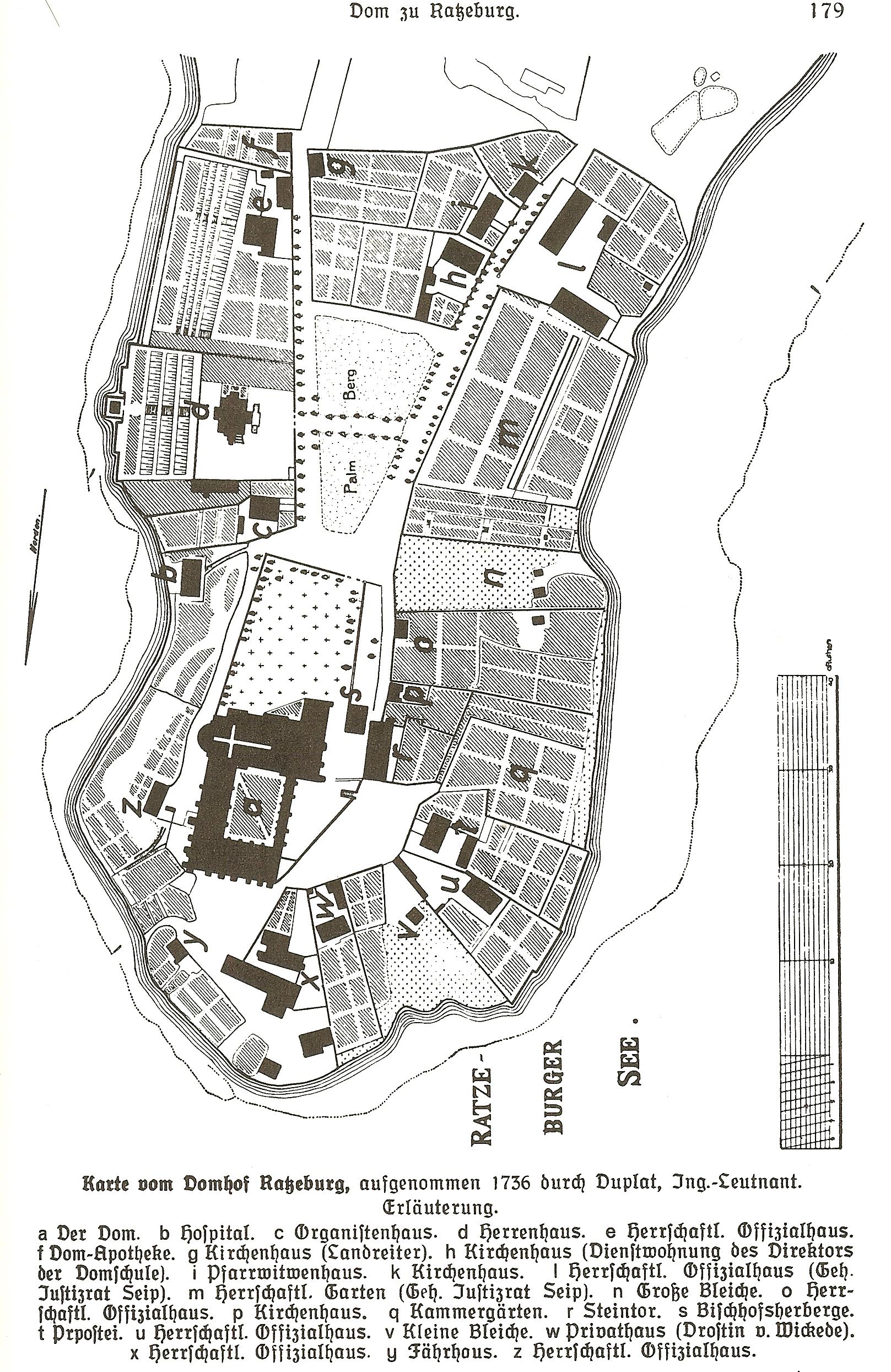
Domhof Ratzeburg (1736 von Pierre Joseph du Plat, Karte nicht genordet)

Der Domhof Ratzeburg liegt auf der Dominsel im Ratzeburger See. Das Gebiet gehörte bis zum Groß-Hamburg-Gesetz 1937 als historische Exklave zu Mecklenburg-Strelitz und fiel dann an die Stadt Ratzeburg. Auch die Haupterschließungsstraße führt den Namen Domhof. Der Domhof wird architektonisch vom Ratzeburger Dom mit seinem Domkloster beherrscht, der Komplex ist von zahlreichen weiteren eingetragenen Kulturdenkmalen, aber auch von Bauten aus neuerer Zeit umgeben.

## Geographie

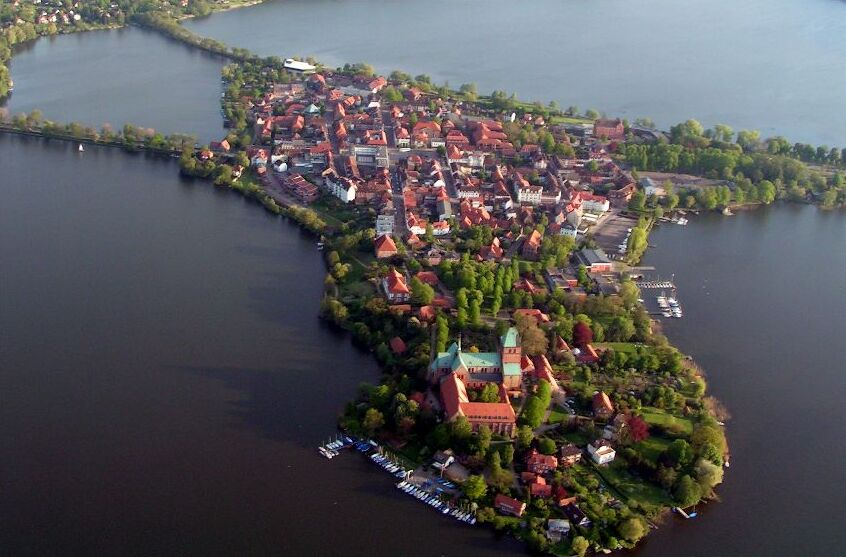
Blick von Norden auf den Domhof und die dahinter liegende Altstadt von Ratzeburg

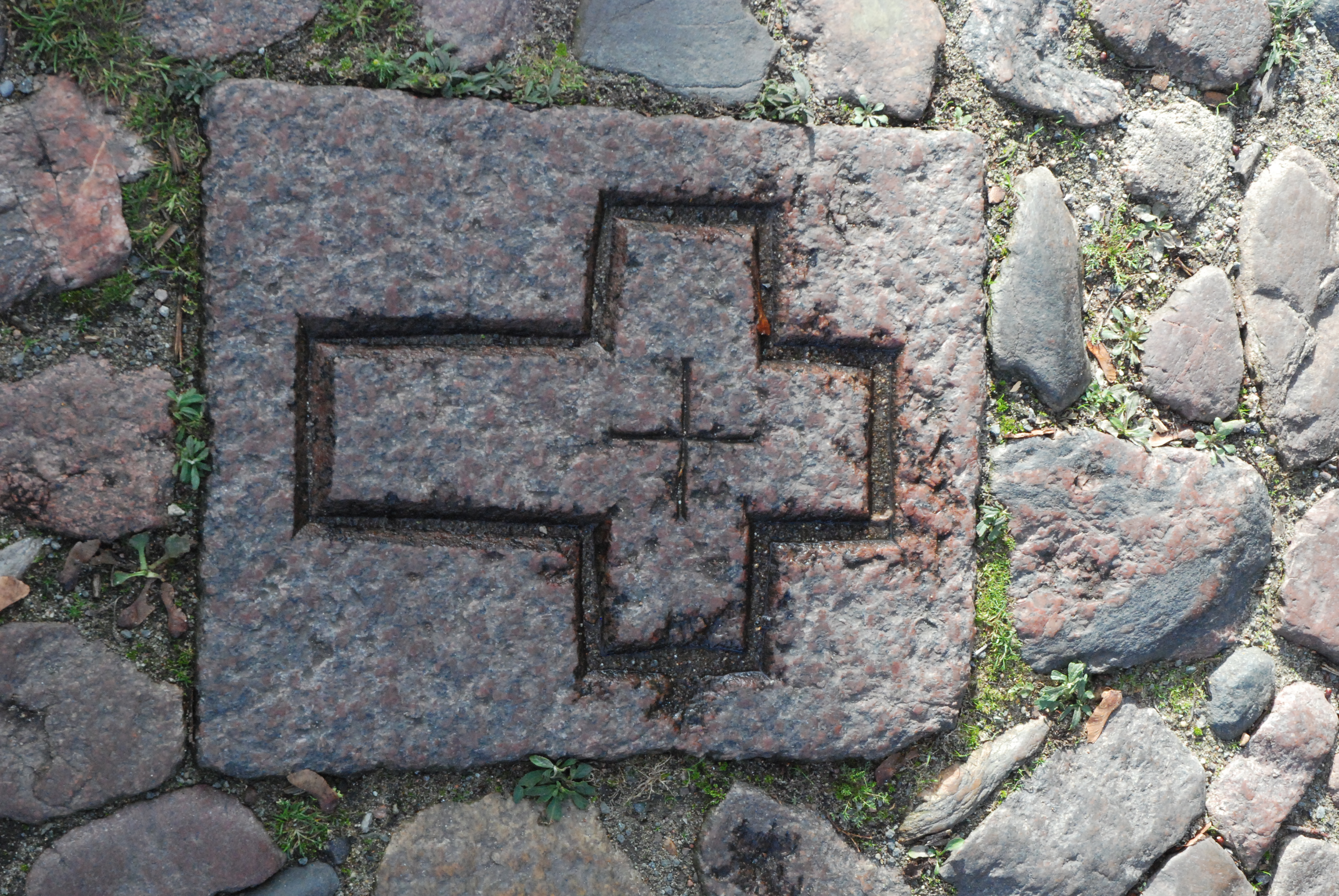
Alter Grenzstein des Domhofs zur Stadt Ratzeburg

Das Gebiet des Domhofs liegt westlich des Domsees und nördlich des Königsdamms. Der Domsee geht mit nordwestlicher Biegung in den Großen Ratzeburger See über; von diesem ist er nicht durch einen Damm abgetrennt, sondern durch eine etwas schmalere Passage zwischen der Domhalbinsel und dem Seeufer bei Römnitz, die sogenannte „Römnitzer Enge“; der Große Ratzeburger See geht dann im Westen und Norden der Dominsel bis nach Rothenhusen. Das Gebiet steigt von West nach Ost an und bildet auf seiner Ostseite nach Norden bis zum Standort des Doms mit dem Kloster ein hohes Ufer aus.
Von 1842 bis 1847 wurde die Ratzeburger Stadtinsel dann auch erstmals östlicherseits an das Umland angebunden. Die Errichtung des Ratzeburger „Königsdamms“ erfolgte unter dänischer Herrschaft im Lauenburgischen; der Damm erhielt 1854 in Anwesenheit und zu Ehren des dänischen Königs Friedrich VII. offiziell diesen Namen.
Der Domhof war an seinem nordöstlichen Ende durch die Domfähre über den Domsee mit der Bäk verbunden. Sie diente vor allem dem Kirchgang der dem Dom eingepfarrten Orte Bäk und Römnitz.
Landseitig verlief die Grenze zwischen dem mecklenburgischen Domhof und der lauenburgischen Kreisstadt Ratzeburg bis 1937 nördlich der Kleine Kreuzstraße und nördlich Zum Süßen Grund entlang; zwei Grenzsteine aus Granit in Größe von ca. 40 × 20 cm befinden sich plan eingepflastert an der Kreuzung Domstraße/Domhof und Zum Süßen Grund auf beiden Seiten der Straße Domhof, ein weiterer straßenmittig im Kopfsteinpflaster des Domhofs auf Höhe der Südfassade der Domkaserne eingelassen.

### Domhof und Palmberg

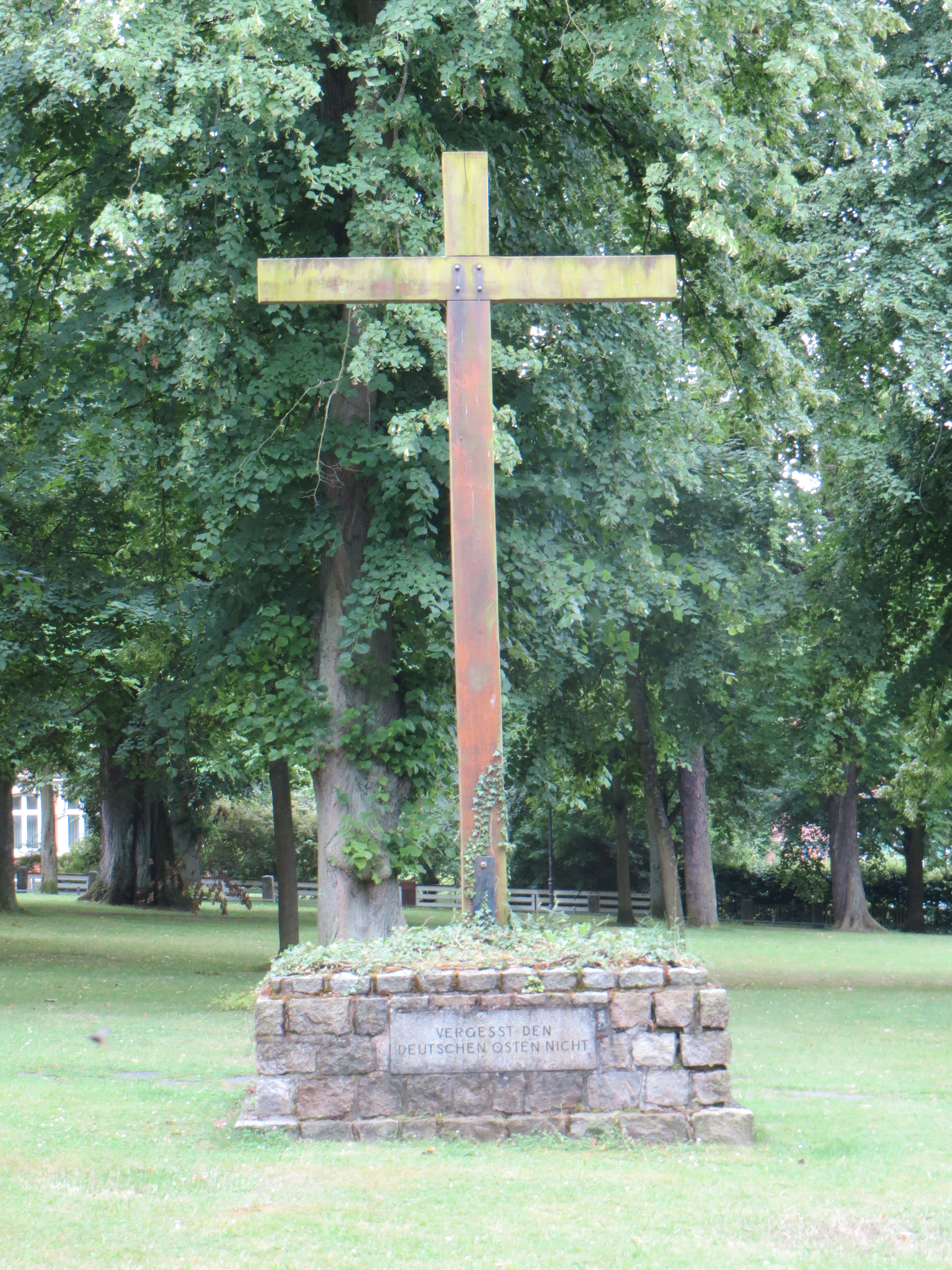
Erinnerungskreuz auf dem Palmberg

Im Zentrum der Halbinsel befindet sich südlich des Doms der Palmberg, ein großer, ursprünglich viereckiger, heute dreieckiger, mit drei Linden-Alleen umsäumter und begrünter Platz.
Der historische Name der mecklenburgischen Ortschaft war Domhof und Palmberg bei der Stadt Ratzeburg. Er umfasste zwei seit Jahrhunderten zusammengehörende, aber unterschiedene Bereiche: den eigentlichen Domhof, den Immunitätsbereich der Domkirche und ihres Kapitels, der hinter dem westlich des Doms gelegenen Steintor begann, und den sich südlich anschließenden Palmberg mit seinen angrenzenden Grundstücken. Den Palmberg (mons polaborum, Polaben-Berg) hatte das Domkapitel 1439 von den Herzögen Magnus und Bernhard von Sachsen-Lauenburg für 530 Lübische Mark erworben, unter der Bedingung, dass keine weltliche Person dort Gebäude errichten und kein Handel und Gewerbe dort betrieben werden sollte. Es blieb lange strittig, ob dies lediglich ein zivilrechtlicher Eigentumstransfer war oder, wie das Domkapitel und in seiner Nachfolge die mecklenburgische Regierung es sah, auch einen Transfer der hoheitlichen Rechte bedeutete. Die 1692 von Herzog Georg Wilhelm von Braunschweig-Lüneburg stark befestigte Stadt Ratzeburg erregte das Missfallen des dänischen Königs Christian V., der Ratzeburg daraufhin 1693 bis auf die Domhalbinsel mehr oder weniger komplett in Schutt und Asche legte. Noch die dänische Besatzung Ratzeburgs übte ein, von mecklenburgischer Seite widersprochenes, Waffenrecht auf dem Palmberg aus.
Der Darstellung Ratzeburgs von Georg Braun und Frans Hogenberg mit dem Schloss und der dahinter liegenden Stadtinsel samt Dombezirk von 1588 kann man entnehmen, dass die Domhalbinsel im 16. Jahrhundert im Bereich des Palmbergs noch nicht bebaut war. Diese erfolgte als Randbebauung erst ab Ende des 16. Jahrhunderts. Der Domhof wurde 1714 durch den hannoverschen Ingenieuroffizier Carl Friedrich von Persson (1684–1747) vermessen und kartiert. Eine weitere Vermessung und Kartierung erfolgte 1736 durch den hannoverschen Ingenieuroffizier Pierre Joseph du Plat.

## Geschichte

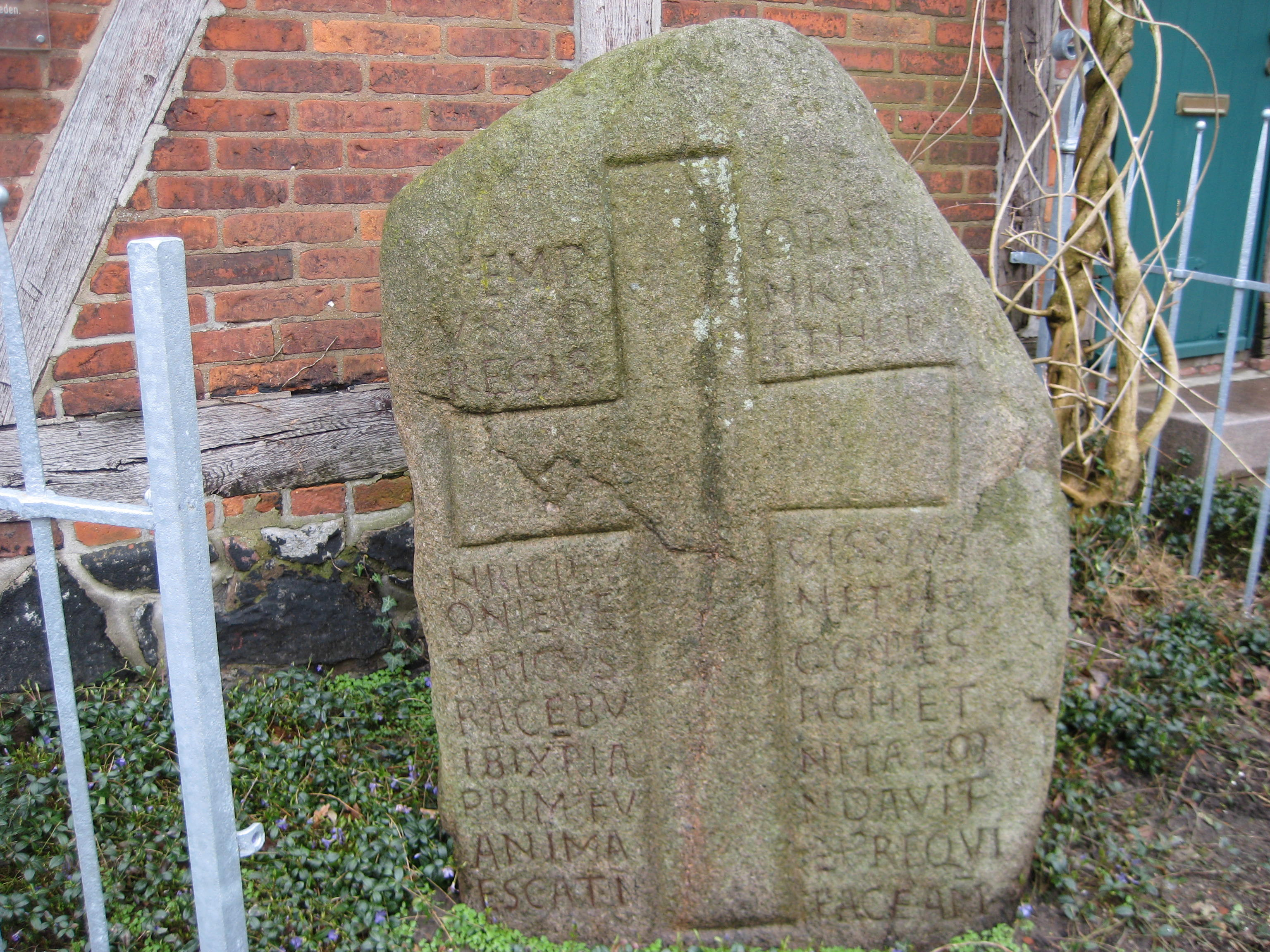
Heinrichstein

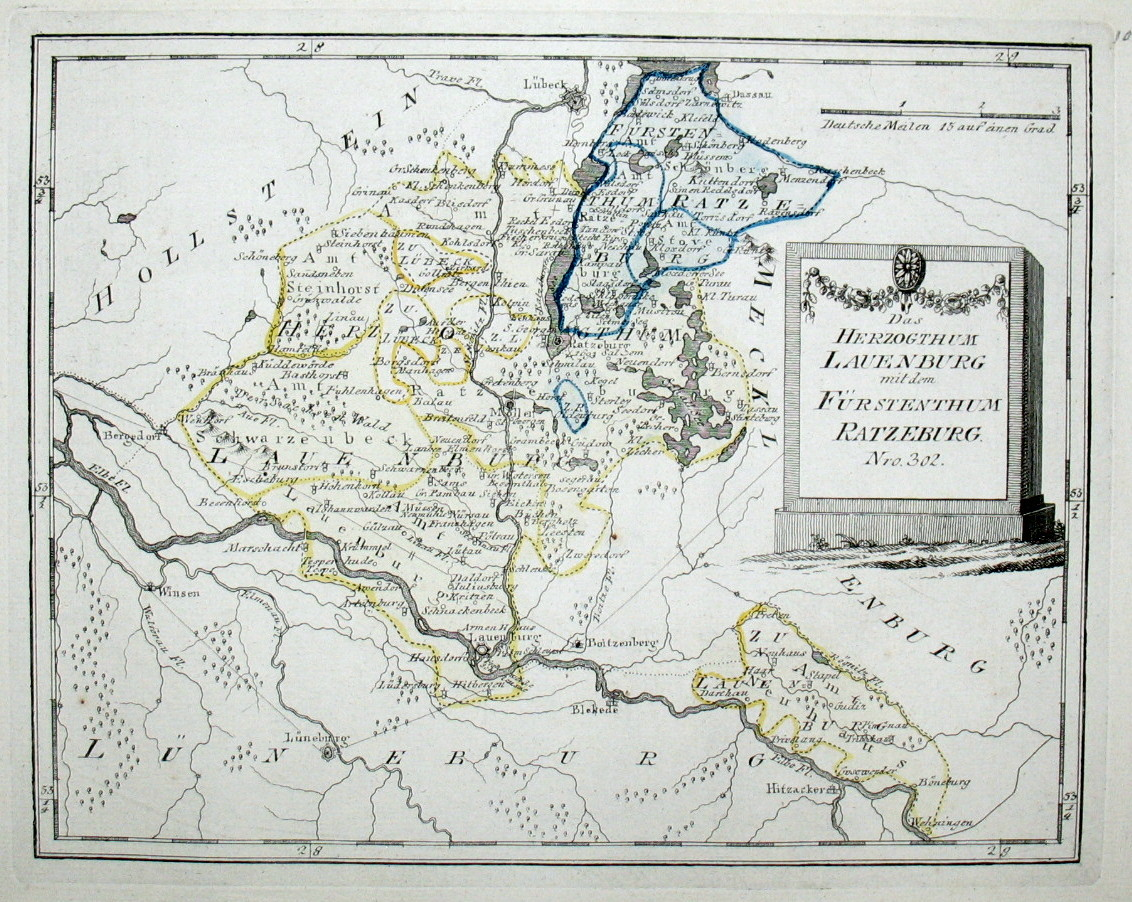
Herzogtum Lauenburg und Fürstentum Ratzeburg (1795)

Während die Stadt später zum Herzogtum Sachsen-Lauenburg, dem späteren preußischen Landkreis Herzogtum Lauenburg, gehörte, gelangte das Stiftsgebiet mit Domhof und Palmberg 1648 durch den Westfälischen Frieden als Fürstentum Ratzeburg in die Hand der Mecklenburger und wurde 1701 ein Teil des mecklenburgischen Teilherzogtums von Strelitz. Bis zur Verwaltungsreform von 1814 hatten die Regierung und das Konsistorium für das Fürstentum Ratzeburg ihren Sitz am Palmberg. Dann wurde sie mit der Regierung in Neustrelitz vereinigt, untergeordnete Aufgaben übernahm die neu eingerichtete Landvogtei in Schönberg (Mecklenburg) und für die Kirchenaufsicht wurde eine Konsistorialkommission eingerichtet.
Bei der Zählung 1817 umfasste der Domhof 36 bewohnte Gebäude und hatte 252 Einwohner. Im Laufe des 19. Jahrhunderts verlor der Domhof eine Reihe an Institutionen und kulturellem Kapital: 1809 ließ Herzog Karl II. wichtige Teile der Dombibliothek, darunter die wertvolle Bibelsammlung von Andreas Gottlieb Masch, nach Neustrelitz bringen und der herzoglichen Bibliothek einverleiben, 1814 wurde die Verwaltung verlegt, 1829 kam das Stiftsarchiv mit dem Ratzeburger Zehntregister nach Neustrelitz, und 1845 schloss die Domschule. Er gewann aber auch neue Bedeutung als (Teil)-Garnisonsstandort, als 1887 die Domkaserne Standort des Lauenburgischen Jäger-Bataillons Nr. 9 wurde. 1847 wurde ein Predigerseminar in den Räumen der Domschule eingerichtet, das aber nur für fünf Jahre Bestand hatte.
Während bis in die erste Hälfte des 19. Jahrhunderts, dem Vertrag von 1439 entsprechend, noch fast alle Liegenschaften im Eigentum des Doms waren, kam es dann vermehrt zu Verkäufen an Privatpersonen.
Erst mit dem Groß-Hamburg-Gesetz 1937 wurde der Dombezirk Teil der Stadtgemeinde Ratzeburg und so Teil der preußischen Provinz Schleswig-Holstein.
2016 erwarb die Nordkirche die zwei Gebäude Domhof 33 und 34 und übernahm die dazugehörigen Grundstücke für 99 Jahre als Erbbauberechtigte. Die zuvor der Domkirchengemeinde gehörenden Immobilien werden für den Betrieb der landeskirchlichen Aus- und Fortbildungseinrichtungen Predigerseminar und Pastoralkolleg genutzt. Nach Umbau der bestehenden Gebäude und der Fertigstellung eines Erweiterungsbaus fand die Neueröffnung am 25. Juni 2024 statt. Der Neue Campus Ratzeburg vereint „neben dem Prediger- und Studienseminar sowie dem Pastoralkolleg der Nordkirche, das von der Diakonie Nord-Nord-Ost betreute Gästehaus Domkloster und das Café Bischofsherberge sowie die Lutherakademie, die Paramentenwerkstatt, die Prädikant*innenausbildung, das CVJM Freizeit- und Segelzentrum und die Domkirchengemeinde.“

## Bauten

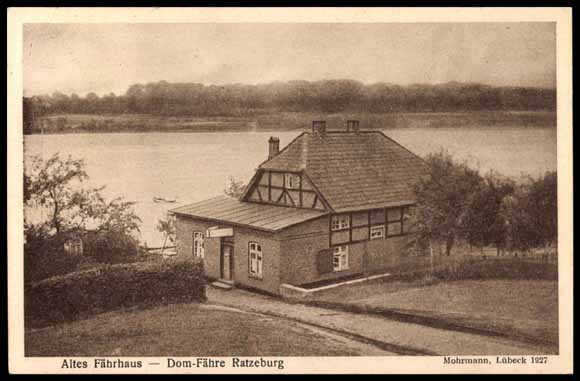
Ehemaliges Fährhaus (vor 1927)

Einige historisch bedeutsame Bauwerke des Domhofs mussten neuen Nutzungen weichen, darunter z. B. die traditionsreiche Daldorfsche Kurie am Domhof 25, heute mit einem privaten Wohnhaus bebaut, oder das alte Fährhaus der Domfähre nach Bäk am nordöstlichen Ende der Halbinsel, wo sich heute das Vereinsgelände des Ratzeburger Segler-Vereins befindet. Neue Domizile fanden auf dem Domhof die Ruderakademie Ratzeburg von Karl Adam am Domhof 37 wie auch die traditionsreiche Dombibliothek am Domhof 35. Museen, ein Kindergarten, das Segelzentrum des CVJM und die Luther-Akademie machen die neue Mischung des Campus des Domhofs aus, die neben dem kirchlichen Zentrum um Dom und Domkloster von kulturellen Einrichtungen und wassersportlichen Zentren wie von privater Wohnnutzung geprägt wird. Trotz aller Neubauten besteht auf dem Domhof heute noch eine hohe Denkmaldichte.

## Kulturdenkmale auf dem Domhof
Nachstehende Liste ist ein weiter ergänzter Auszug des Domhofs aus der Liste der Kulturdenkmale in Ratzeburg:
| Nr. | Zä. | Lage      | Offizielle Bezeichnung                     | Beschreibung | Bild |
| --- | --- | --------- | ------------------------------------------ | --- | ---- |
| 14  | 1   | Domhof 5  | A.-Paul-Weber-Haus                         | Erbaut im späten 18. Jahrhundert. 1973 wurde auf der Domhalbinsel in Ratzeburg das A. Paul Weber-Museum eröffnet. |      |
| 15  | 1   | Domhof 12 | Dompropstei: Herrenhaus, heute Kreismuseum | Das Herrenhaus der Herzöge von Mecklenburg in Ratzeburg in Schleswig-Holstein war die geplante Residenz der Mecklenburg-Strelitzer Herzöge für Aufenthalte in der am Ratzeburger Dom gelegenen Exklave ihres Besitzes. Obwohl nach dieser Definition eigentlich ein Schloss, wird das Gebäude gemeinhin als Herrenhaus bezeichnet. Das barocke Palais ist der bedeutendste Profanbau der Stadt Ratzeburg und beherbergt seit 1973 das Kreismuseum des Kreises Herzogtum Lauenburg. |      |
|     | 2   |           | Dompropstei: nördliches Nebengebäude       | |      |
|     | 3   |           | Dompropstei: südliches Nebengebäude        | heute als kulturelles Ausstellungsgebäude genutzt |      |
|     | 4   |           | Dompropstei: Abschlussgitter               | Einfriedung vor dem Herrenhaus zwischen den beiden Wirtschaftsgebäuden |      |
| 16  | 1   | Domhof 14 | Organistenhaus                             | Bau des 17. Jahrhunderts, im 18. Jahrhundert verbreitert. |      |
|     | 2   |           | ehem. Stallgebäude                         | |      |
| 17  |     | Domhof 15 | Wohnhaus                                   | Ehemaliges Hospital aus dem 18. Jahrhundert. |      |
| 18  | 1   | Domhof 18 | Ratzeburger Dom mit Ausstattung            | Der Dom wurde ab 1160 erbaut, er befindet sich auf dem höchsten Punkt der Nordspitze der Altstadtinsel und ist ein herausragendes Zeugnis romanischer Backsteinarchitektur in Norddeutschland. |      |
|     | 2   |           | Domkloster                                 | Im ehemaligen Dormitorium befindet sich die Luther-Akademie. |      |
|     | 3   |           | Kirchhof                                   | |      |
|     | 4   |           | Kirchhofsmauer                             | |      |
|     | 5   |           | Kirchhofstor                               | |      |
|     | 6   |           | Grabmale                                   | |      |
|     | 7   |           | Gruftanlagen                               | |      |
|     | 8   |           | Welfendenkmal                              | Braunschweiger Löwe |      |
|     | 9   |           | Lindenkranz                                | |      |
| 19  |     | Domhof 24 | Wohnhaus                                   | Fachwerktraufenhaus des 18. Jahrhunderts. |      |
| 20  |     | Domhof 27 | Wohnhaus                                   | Bau der ersten Hälfte des 19. Jahrhunderts mit späterem Anbau. |      |
| 21  |     | Domhof 28 | Alte Propstei                              | Errichtet 1694/1695. |      |
| 22  |     | Domhof 30 | Wohnhaus (Steintor)                        | Backsteinbau der Mitte des 13. Jahrhunderts |      |
| 23  |     | Domhof 31 | Wohnhaus (ehem. Bischofsherberge)          | Im unteren Teil aus der Mitte des 14. Jahrhunderts, der obere Teil um 1500. Siehe Liste der Bischöfe von Ratzeburg, siehe auch die Ratzeburger Bischofsherberge in Lübeck |      |
| 24  |     | Domhof 32 | Wohnhaus                                   | Backsteinbau des 18.–20. Jahrhunderts. |      |
| 25  |     | Domhof 33 | Wohnhaus                                   | 18. Jahrhundert. Heutige Nutzung: Predigerseminar und Pastoralkolleg der Nordkirche |      |
| 26  | 1   | Domhof 40 | ehem. Direktorenhaus (Domschule)           | 18. Jahrhundert. Gedenktafel für Otto Becker. |      |
|     | 2   |           | Ehem. Stallgebäude                         | |      |
| 27  |     | Domhof 41 | Domkaserne                                 | Südlicher Teil spätes 17. Jahrhundert, nördlicher Teil frühes 18. Jahrhundert. Anfang des 19. Jahrhunderts Seipsches Haus, da Dienstwohnung des Geheimen Justizrats Johann Philipp Seip (* 8. April 1752 in Göttingen; † 3. September 1816); dann Plogsches Haus. Seit den 1870er Jahren militärisch genutzt. Als Haus Mecklenburg bis 2012 von der 1973 errichteten Stiftung Mecklenburg genutzt. Seit 2016 Galerie (erste Ausstellung ab 30. Oktober).                           |      |
| 28  |     | Domhof 42 | ehem. Pfarrwitwenhaus                      | Konservierung von Pfarrwitwen |      |
| 29  |     | Domhof 44 | Wohnhaus                                   | |      |
| 30  | 1   | Domhof 46 | Wohnhaus                                   | |      |
| 31  | 2   | Domhof 48 | Haus „Am Heinrichstein“                    | Der Heinrichstein für Heinrich von Badewide entstammt dem letzten Drittel des 12. Jahrhunderts. Das angrenzende Haus ist deutlich jüngeren Datums. |      |

## Persönlichkeiten des Domhofs vor 1937

### Söhne und Töchter
- Ludwig Nauwerck (1772–1855), Verwaltungsjurist, Grafiker und Dichter
- Adolf Johann Otto von Wickede (1785–1853), Forstbeamter und Vermesser
- Heinrich Riemann (1793–1872), Theologe und Burschenschafter
- Karl Friedrich Wilhelm Rußwurm (1812–1883), Pädagoge, Ethnologe und Historiker
- Johannes Rußwurm (1814–1890), evangelisch-lutherischer Geistlicher, Dompropst am Ratzeburger Dom
- Eberhard Becker (1823–1897), evangelisch-lutherischer Geistlicher, Propst in Mirow
- Otto Becker (1828–1890), Ophthalmologe und Hochschullehrer

### Weitere Persönlichkeiten, die auf dem Domhof wirkten
- Ulrich Wettstein († 1676 in Lübeck), Buchdrucker
- Nicolaus Otto von Wickede (1757–1793), Drost im Fürstentum Ratzeburg
- Carl Gottlob Heinrich Arndt (1751–1830), Dompropst
- Johann Christian Friedrich Dietz (1765–1833), Rektor der Domschule von 1804 bis 1812
- Johann Wilhelm Bartholomäus Rußwurm (1770–1855), Kantor, dann Konrektor der Domschule
- Johann Georg Rußwurm (1781–1848), Kantor, dann Rektor der Domschule
- Karl Friedrich Ludwig Arndt (1787–1862), Rektor der Domschule
- Ulrich Justus Hermann Becker (1791–1843), Rektor der Domschule